# Tachina intracta
Tachina intracta là một loài ruồi trong họ Tachinidae.